# Блеже, Летиция
Летисия Блеже (фр. Lætitia Bléger; родилась 10 апреля 1981 года в Кольмаре, департамент Рейн Верхний, Франция) — победительница конкурса «Мисс Франция», участвовавшая в конкурсе «Мисс Вселенная» .
Летисия Блеже выиграла конкурс «Мисс Франция»-2004 и представляла Францию на конкурсе «Мисс Вселенная 2004», который проходил в столице Эквадора Кито в мае 2004 года.
Она была лишена короны «Мисс Франции» через 6 месяцев после публикации её откровенных фотографий в журнале Playboy.
- Miss France loses her crown for six months
- BBC Article «Miss France stripped of her crown» Архивная копия от 30 марта 2009 на Wayback Machine